# Kaito Yamamoto
Kaito Yamamoto (山本海人?, Yamamoto Kaito; Shizuoka, 10 luglio 1985) è un ex calciatore giapponese, di ruolo portiere.

## Carriera

### Club
Ha militato nello Shimizu S-Pulse e nel Vissel Kōbe.

### Nazionale
Ha fatto parte della selezione nipponica che ha preso parte ai Giochi Olimpici di Pechino nel 2008, senza mai scendere in campo.